# Abdel al-Rashid
Abdel Al-Rashid (né le 27 décembre 1927) est un lutteur égyptien spécialiste de la lutte gréco-romaine. Il participe aux Jeux olympiques d'été de 1952 dans la catégorie des poids plume (57-62 kg). Il y remporte la médaille de bronze.

## Palmarès

### Jeux olympiques
- Jeux olympiques de 1952 à Helsinki,  Finlande
  -  Médaille de bronze.